# Andrzej Bartkiewicz
Andrzej Bartkiewicz (ur. 26 stycznia 1991) – polski kolarz szosowy i torowy.
Oprócz kolarstwa szosowego Bartkiewicz uprawiał również kolarstwo torowe – w dyscyplinie tej zdobywał medale mistrzostw kraju, a w 2014 pobił 41-letni rekord Polski Mieczysława Nowickiego w jeździe godzinnej.

## Osiągnięcia

### Kolarstwo szosowe
Opracowano na podstawie:

2007
- 1. miejsce w letnim olimpijskie festiwalu młodzieży Europy (jazda indywidualna na czas)

2012
- 2. miejsce w Memoriale Andrzeja Trochanowskiego

2014
- 1. miejsce na 2. etapie Bałtyk-Karkonosze Tour

2016
- 1. miejsce w Kryterium o Złoty Pierścień Krakowa
- 2. miejsce w Memoriale Stanisława Szozdy

2017
- 3. miejsce w Memoriale Stanisława Szozdy

## Rankingi
| Rok             | 2012 | 2013 | 2014 | 2015 | 2016 | 2017  | 2018  |
| --------------- | ---- | ---- | ---- | ---- | ---- | ----- | ----- |
| World Ranking   |      |      |      |      | -    | 1698. | 2233. |
| UCI Europe Tour | 388. | 931. | -    | -    | -    | 1077. | 1474. |
|                 |      |      |      |      |      |       |       |
| Źródło: UCI     |      |      |      |      |      |       |       |